# Древняя Фессалия
Древняя Фессалия — исторический регион на северо-востоке Греции на побережье Эгейского моря.
Северная Греция разделена горным хребтом Пинд, который идёт с севера на юг, на восточную и западную части. Фессалия занимает наиболее крупные и плодородные долины восточной части, расположенные вдоль реки Пиньос и её притоков. На Запад от Фессалии, за горами Пинд расположен регион Эпир. С севера естественной границей Фессалии служит гора Олимп, которую древние греки считали обителью богов. К северу от Фессалии, за Олимпом — Македония. С юга Фессалия ограничена горами Отрис, за которыми находились множество земель и государств Центральной Греции. С Востока Фессалия омывается водами Эгейского моря и его заливов, но выходы к морю ограничены горами Олимп и Оса на севере и Пелион на юге. Расположение Фессалии на морских путях далеко не самое выгодное и её жители не отличились в мореплавании. Но земли Фессалии являются одними из лучших в Греции для занятий земледелием и животноводством. По своему положению Фессалия — крайний форпост Греции со стороны европейского континента и столбовая дорога для различного рода вторжений. В состав Фессалии входили области: Гестиотида, Пеласгиотида, Фессалиотида, Фтиотида. В отдельные моменты истории к ней относились и сопредельные области: Магнисия — на юго-востоке, Долопия — на юго западе, Эта и Мелида на юге.